# Torcuato Mendiry y Corera
Torcuato Mendiry y Corera (Allo, Navarra, 1813 - 1881) fou un important general carlista.
Als divuit anys ingressà com a voluntari en l'exèrcit espanyol, sent llicenciat divuit mesos després, quan ja ascendit a sergent. A finals del 1833 s'allistà a les files carlines, i ben aviat es distingí per la seva valerosa conducta, ascendit al grau de tinent i poc temps després a capità i aconseguint a més la creu de Sant Ferran de primera classe.
Serví a les ordres de Zumalacárregui i més tard acompanyà el general Guergué a Catalunya, essent novament destinat al nord. Emigrà a França hagué d'aprendre l'ofici de caixista per atendre la seva subsistència, i després del Conveni de Bergara, l'exèrcit li reconegué el grau de coronel,i el 1865 exercia un comandament a Catalunya, però sospitant els seus superiors que conspirava en favor dels seus antics correligionaris, fou separat d'aquell càrrec. Poc fonament devien tindre aquelles sospites, ja que el 1867 era general de brigada i comandant general de la serralada de Ronda, on dona proves de la bondat del seu cor, trobant recursos per mantenir quasi durant un any a 5.000 jornalers que es trobaven en la major misèria.
Allà el sorprengué la revolució de 1868, i veient-se impotent per a reprimir-la renuncià al comandament, i el 1873 demanà la llicència absoluta. El mateix any oferí novament els seus serveis als carlistes i fou nomenat segon comandant general d'Àlaba, i el 1874 general en cap de l'exèrcit de les Províncies Vascongades en substitució de Dorregaray. En aquest càrrec no tan sols demostrà el seu valor i perícia, sinó que es rebel·la com a organitzador de primer orde, sent, això no obstant, substituït en aquest comandament per Pérula el 1875.
Per lliurar-se d'un procés passà a França, i poc temps després reingressà en l'exèrcit constituït amb el grau de general de brigada.